# 歌川国時
歌川 国時（うたがわ くにとき、生没年不詳）とは、江戸時代の浮世絵師。

## 来歴
初代歌川豊国の門人。『浮世絵師伝』によれば歌川の画姓を称し一鐘斎と号す、作画期は文政頃とされる。また文政11年（1828年）建立の豊国先生瘞筆之碑に豊国の門人として「国時」の名が見られるが、その他の経歴や作については不明。